# Rana huanrensis
Rana huanrensis е вид земноводно от семейство Водни жаби (Ranidae).

## Разпространение
Видът е разпространен в Китай и Южна Корея.